# 地中海俱乐部

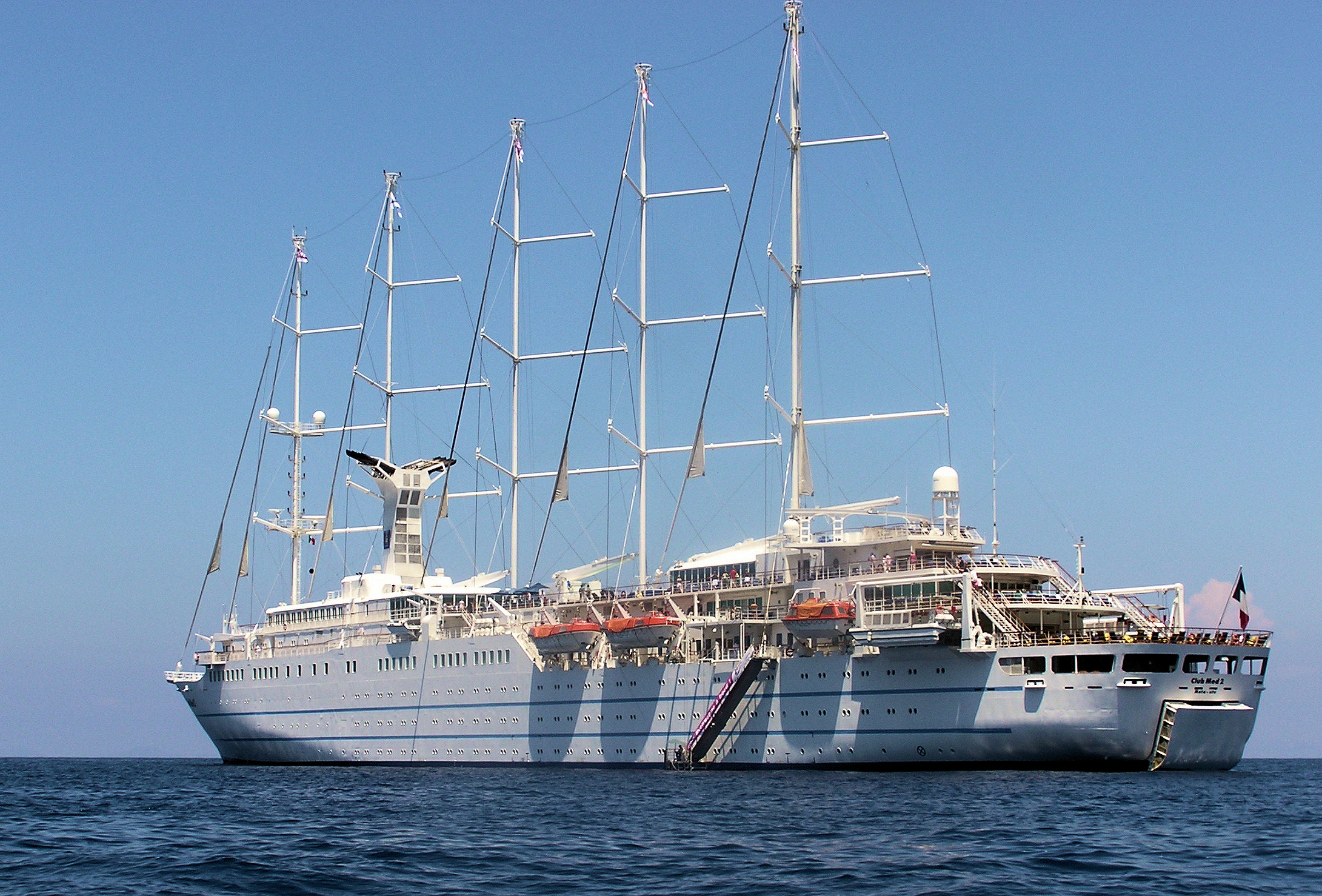
Club Med 2是地中海俱乐部所有的一隻五桅郵輪。這艘帆船是依靠電腦全自動控制。Club Med 2於1992年在法國勒阿弗爾下水。這艘船最多可以搭載400名乘客與200名船員，航行於地中海、加勒比海與大西洋

地中海俱乐部（法語：Club Méditerranée）是一個大型的度假跨國企業，前身是一家由傑勒德·布利茨在1950年創辦的俱乐部。自2013年起主要由中國企業集團復星国际擁有。
傑勒德·布利茨是比利時猶太人，原來職業為水球運動員。第一家地中海俱乐部度假村成立於地中海上的馬略卡岛。

## 历史
1990年，創辦人傑勒德·布利茨去世，地中海俱乐部轉營為商營企業，在1995年於法國巴黎成為上市公司。
2010年開始中國復星國際欲收購地中海俱乐部，開始收購股份，但是遭到義大利旅遊大亨Andrea Bonomi主導的對手競爭，復星特別設立了Gaillon Invest II投資公司參與收購戰，該公司復星佔據62%股份主導另外引入部分國際資金，2013年開始展開五輪收購大戰，地中海會股價從17歐元飆漲至24.6歐元以上。2015年1月3日義大利方宣布退出，復星國際成功入主地中海俱樂部。

## 名词解释
- G.O 和善的组织者，主要是前厅、餐厅、酒吧、健身房、儿童乐园、户外运动等部门的员工，一般要求精通两门外语，和客人有较多接触，每年在各个度假村之间轮换
- G.E 和善的雇员，主要是保洁、保安、厨房等部门的后勤员工，一般是本地招聘的员工，不需要参与轮换
- G.M 和善的会员，即住店客人

## 全球营业据点
- 中国
  - Club Med All Inclusive度假村
    - 黑龙江亚布力
    - 广西桂林
    - 云南丽江
    - 吉林
      - 北大壶
      - 长白山

  - Club Med Joyview度假村[註 1]
    - 北京延庆
    - 河北北戴河黄金海岸
    - 浙江
      - 千岛湖
      - 安吉

    - 四川黑龍灘

  - 已结业
    - 广东珠海东澳岛
    - 海南三亚
- 法國
  - 蒂涅
  - 拉普拉涅
  - 卡尔热斯
  - 瓜德罗普
  - 马提尼克
  - 瓦勒迪泽尔
  - 拉羅西耶爾
  - 瓦尔莫雷尔（法语：Valmorel）
  - 奥隆上维拉尔（法语：Villars-sur-Ollon），结业
- 日本
  - 北海道
    - 佐幌（日语：クラブメッド北海道サホロ）
    - 苦鹉（日语：クラブメッド北海道トマム）
    - 喜乐乐（日语：キロロスノーワールド）

  - 冲绳县石垣岛川平
- 泰國普吉岛
- 印度尼西亞
  - 民丹岛
  - 巴厘岛
- 馬爾地夫
  - 卡尼岛
  - 翡诺岛（法语：Finolhu (Alif Dhaal)）
- 马来西亚珍拉丁湾
- 美国圣露西港鹬湾
- 義大利
  - 切法卢
  - 普拉杰拉托
  - 切尔维尼亚
- 模里西斯
  - 康隆尼角
  - 黑河区爱必浓
  - 爱必浓独栋别墅
- 瑞士圣莫里茨
- 墨西哥
  - 坎昆
  - 伊斯塔帕
- 土耳其博德鲁姆
- 巴哈马哥伦布岛
- 布坎宁
- 塞内加尔开普斯科灵
- 葡萄牙达巴莱
- 突尼西亞杰尔巴岛
- 巴西
  - 圣保罗州
    - 天堂湖
    - 里奥达斯佩德拉斯

  - 巴伊亚州
    - 特兰科索（英语：Trancoso, Bahia）
    - 伊塔帕里卡岛，结业
- 希腊格雷高里曼
- 加拿大魁北克夏华利（法语：Charlevoix Regional County Municipality）
- 塞舌尔圣安娜岛
- 摩洛哥
  - 阿加迪尔
  - 马拉喀什
- - 米切斯
  - 蓬塔卡纳
- 西班牙马贝拉

## 外部參考
- Club Med官方网站（页面存档备份，存于）
- Club Med台灣官方網站（页面存档备份，存于）
- Club Med香港官方網站（页面存档备份，存于）